# Mistrovství Evropy v zápasu ve volném stylu 1979
Mistrovství Evropy v zápasu ve volném stylu mužů proběhl v Bukurešti (Rumunsko).

## Muži
| Kategorie | Zlato                | Stříbro          | Bronz            |
| --------- | -------------------- | ---------------- | ---------------- |
| 48 kg     | Arshak Sanoyan       | Jan Falandys     | Aurel Rentea     |
| 52 kg     | Iragui Shugayev      | Hartmut Reich    | Andrzej Kudelski |
| 57 kg     | Sergej Beloglazov    | Aurel Neagu      | Ivan Cočev       |
| 62 kg     | Micho Dukov          | Eduard Giray     | Jan Szymański    |
| 68 kg     | Nikolai Petrenko     | Ivan Jankov      | Eberhard Probst  |
| 74 kg     | Musan Abdul-Muslimov | Martin Knosp     | Alexandar Nanev  |
| 82 kg     | Oleg Alexeyev        | István Kovács    | Adolf Seger      |
| 90 kg     | Uwe Neupert          | Alash Daudov     | Ivan Ginov       |
| 100 kg    | Ilja Mate            | Slavčo Červenkov | Vasile Pușcașu   |
| +100 kg   | Salman Jasimikov     | Roland Gehrke    | Adam Sandurski   |